# La belleza del diablo
La belleza del diablo (en francés, La beauté du diable) es una producción franco-italiana dirigida por René Clair, estrenada en 1950 en los dos países. 

## Argumento
El mito de Fausto se presenta en esta cinta a través del realismo poético francés.
Después de 50 años de carrera en la Universidad, Fausto, un profesor alquimista, decide retirarse sin haber disfrutado de los placeres de la vida. Al umbral de la muerte, este se encuentra con una grande serie de arrepentimientos. Es entonces cuando Mefistófeles le propone un pacto: vender su alma a cambio de la juventud, la riqueza, y la posibilidad de ver el futuro.

## Ficha técnica
- Título : La Belleza del diablo
- Realización : René Clair
- Guion : René Clair, adaptación del Fausto de Goethe.
- Adaptación y diálogos : René Clair y Armand Salacrou
- Asistiendo realizador : Michel Boisrond
- Consejero artístico : V. Colasanti
- Imagen : Michel Kelber
- Operador : G. Venanzo
- Montaje : James Cuenet
- Decoraciones : Léon Barsacq, Franco Lolli
- Disfraces : Mayo (pintor)
- Música : Roman Vlad
- Orquesta dirigida por Roger Désormière
- Administrador : C. Bologna
- Agente técnico : René Dumoulin
- Producción : Franco-london-Películas (París), Universalia y Enic (Roma)
- Director de producción : Salvo de Angelo, TIENE. Fattori
- Rodaje : Roma, noviembre 1949 en los Studio de Cinecitta
- Tirada : Sistema R.C.TIENE sonoro
- Duración : 93 minutos
- Formato : 35 mm, blanco y negro
- Género : Comedia dramática
- Estreno: 16 de marzo de 1950 (Francia) y el 14 de abril de 1950 (Italia)
- Novela original : Fausto de Johann Wolfgang Goethe

## Elenco
- Michel Simon : Henri Fausto viejo, después interpreta a Mefistófeles
- Gérard Philipe : Mefistófeles, después interpreta a Henri Fausto joven
- Nicole Besnard : Marguerite, la bohemia
- Simone Valère : La princesa
- Carlo Ninchi : El príncipe
- Raymond Cordy : Antoine, el servidor
- Tullio Carminati : El chambelán
- Paolo Stoppa : El fiscal
- Gaston Modot : El bohemio

## Premios
En 1951, la película fue nominada a los Premios BAFTA. Ese año el Sindicato Nacional de Periodistas del Cine de Italia le otorgó el premio al Mejor Actor a Michel Simon mientras que Aldo Tommasini y Léon Barsacq recibieron premios por escenografía.